# Гладковичи
Гла́дковичи (укр. Гладковичі) — село на Украине, основано в 1565 году, находится в Овручском районе Житомирской области.
Код КОАТУУ — 1824281901. Население по переписи 2001 года составляет 1763 человека. Почтовый индекс — 11115. Телефонный код — 4148. Занимает площадь 4,327 км².

## Известные уроженцы
- Наконечный, Валерий Павлович (1951—2011) — украинский и советский артист театра и кино, заслуженный артист Украины .

## Адрес местного совета
11115, Житомирская область, Овручский р-н, с. Гладковичи